# Il Mereghetti
Il Mereghetti. Dizionario dei film est un dictionnaire encyclopédique du cinéma écrit par le critique Paolo Mereghetti et publié par les éditions Baldini Castoldi Dalai Editore (it).

## Historique
Il Mereghetti est publié pour la première fois en 1993 par Baldini & Castoldi avec la dénomination Dizionario dei film et en collaboration avec de nombreuses personnalités du monde du cinéma tels Goffredo Fofi, Gianni Amelio, Roberto Nepoti, Pier Maria Bocchi, Alberto Pezzotta, Roberto Curti et Filippo Mazzarella.
Le 30 novembre 2010 a été publiée une dixième édition, de 5 360 pages, et composée de trois volumes : deux dédiés aux fiches de 25 000 films et le troisième consacré au référencement de  45 000 acteurs et actrices. La couverture illustre une scène du film La dolce vita, réalisé en 1960 par Federico Fellini.

## Éditions
- Paolo Mereghetti (dir.), Dizionario dei film, Baldini & Castoldi, Milan 1993;
- Paolo Mereghetti (dir.), Dizionario dei film italiani, 2 vol., Baldini & Castoldi , 1994;
- Paolo Mereghetti (dir.), Dizionario dei film 1996, Baldini & Castoldi , 1995;
- Paolo Mereghetti (dir.), Dizionario dei film, mise à jour 1996-1997, Baldini & Castoldi , 1996;
- Paolo Mereghetti (dir.), Dizionario dei film 1998, Baldini & Castoldi, 1997;
- Paolo Mereghetti, Il Mereghetti. Dizionario dei film 2000, Baldini & Castoldi, 1999;
- Paolo Mereghetti, Il Mereghetti. Dizionario dei film 2002, 2 vol., Baldini & Castoldi, 2001;
- Paolo Mereghetti, Il Mereghetti. Dizionario dei film 2004, 2 vol., Baldini Castoldi Dalai, 2003;
- Paolo Mereghetti, Il Mereghetti. Dizionario dei film 2006, 2 vol., Baldini Castoldi Dalai, 2005;
- Paolo Mereghetti, Il Mereghetti. Dizionario dei film 2008, 3 vol., Baldini Castoldi Dalai, 2007;
- Paolo Mereghetti, Il Mereghetti. Dizionario dei film 2011, 3 vol., Baldini Castoldi Dalai, 2010.